# Escut de Còria

Imatge de l'escut de Còria

L'escut del municipi de Còria té el següent blasonament: 
De gules, un lleó rampant coronat d'or. Bordura d'atzur carregada de vuit castells daurats tancats en gules. Per timbre una corona ducal.